# کاره

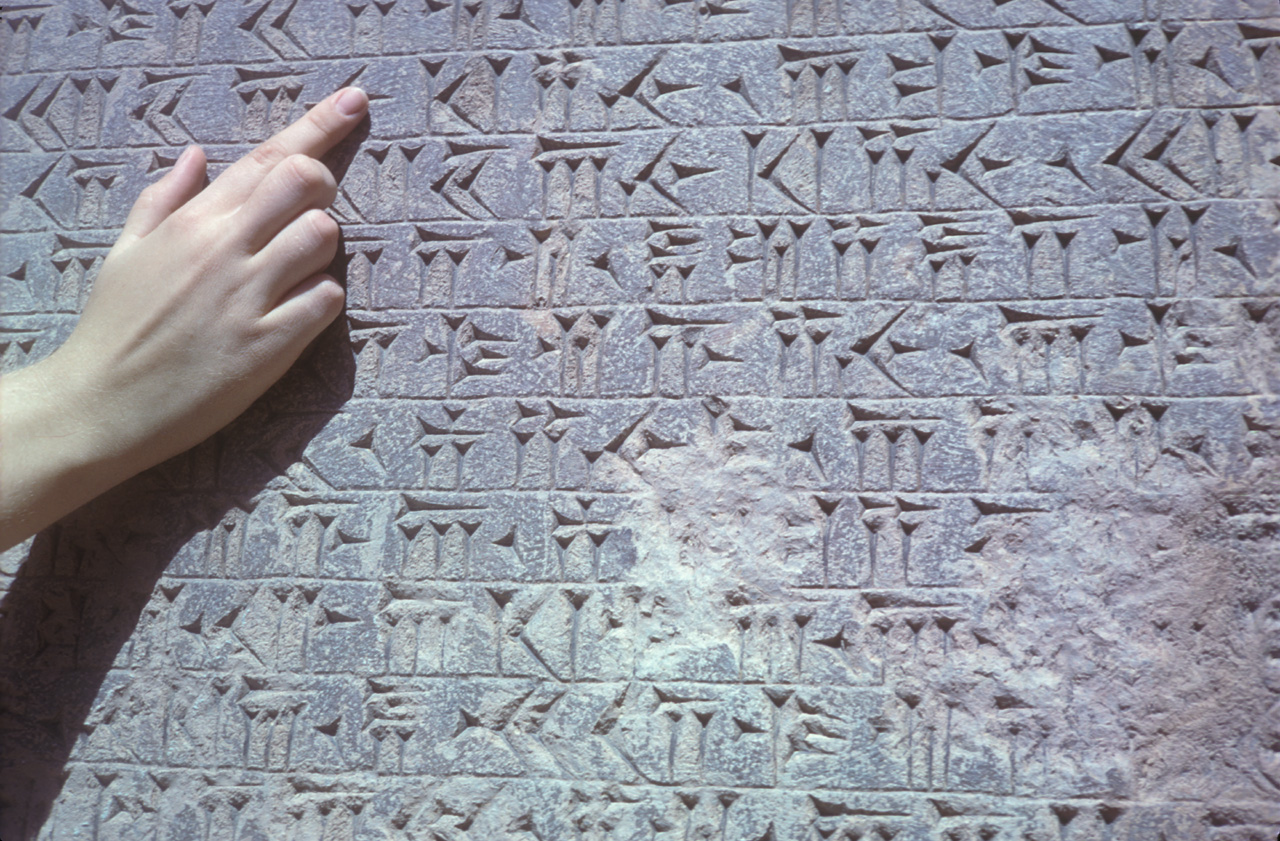
متنی از کتیبه سه زبانی بیستون

کاره (Kâra) که در کتیبه بیستون به کار رفته هم به معنی ارتش است و هم به معنی مردم، یعنی هر فرد آزاد که قادر به حمل سلاح بود کاره یا سپاهی شمرده می‌شد. هرتسفلد، کینگ و تارن به این عقیده هستند در نظر ایشان کاره آزادگان مشمول خدمت اجباری جنگی در می‌آیند بوده که گویی از خود دستجات جنگی نیز داشته‌اند.

## ارتش در ایران باستان
دانشمندان غربی به‌طور کلی فئودالیزم را اساس سازمان اجتماعی ماد و پارس می‌دانند و این نظر را از کلیات مسلّم می‌شمارند. در سده هشتم پ. م. تقسیم‌بندی ارتش ماد از روی بستگی قبیله‌ای بود نه نوع سلاح. در جامعه بنده‌داری ارتش داوطلبی که از افراد آزاد تشکیل شود به خودی خود آلت سلطه بنده‌داران خواهدبود ولی در جامعه برده‌داریی که کاملا تکامل یافته باشد ارتش حرفه‌ای پدید می‌اید و طبقه بنده‌داران و دولت ایشان بدان متکی می‌باشد و ارتش مزبور در قطب مقابل بردگان بلکه عامهٔ مردم آزاد قرار می‌گیرد. در سرزمین ماد چنین وضعی هنوز در سده ششم پ. م. به‌وجود نیامده بود و به طریق اولیٰ در سده هشتم نیز وجود نداشت.

## کاریان

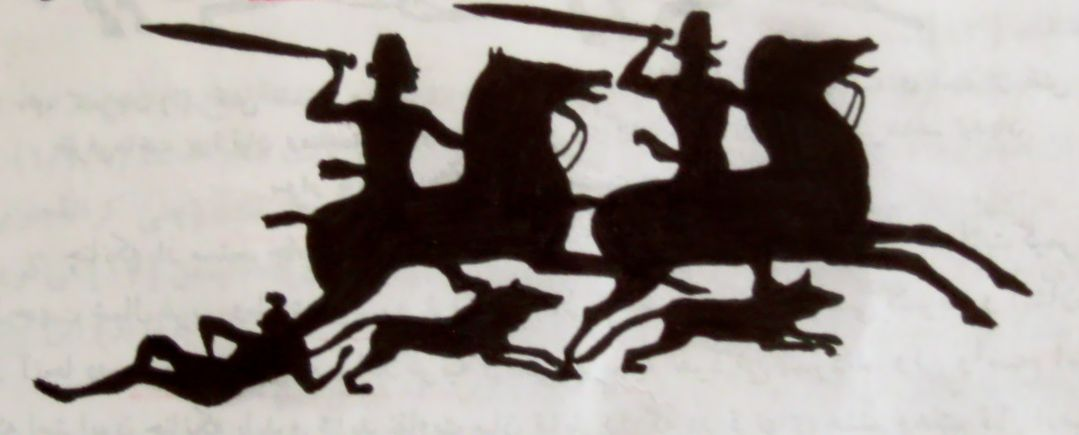
تصویری مربوط به کیمریان یا کاریان

کاریان به گروهی از قبایل مهاجم و سوارکار محتملا کیمری‌ها نیز گفته شده‌است، قومی که حملاتشان مرگبار بوده و مردم از ظهور قریب‌الوع ایشان در وحشت و هراس به‌سر می‌بردند. در عهد قدیم ماگنت‌ها بالکل توسط کیمریان معدوم شدند. کالین شاعر و غزلسرای یونان باستان از مصیبتی که به ایشان روی‌آورده بود خبر داشت و می‌نویسد: اکنون لشکریان خطرناک کیمری هجوم کرده‌اند و مقصود ایشان تصرف سارد است.